# Trachypithecus laotum
Trachypithecus laotum är en primat i familjen markattartade apor som förekommer i Sydostasien. Den räknades ursprungligen som underart till Trachypithecus francoisi men godkänns nu oftast som självständig art. Den taxonomiska avgränsningen till andra nybeskrivna arter som Trachypithecus ebenus och Trachypithecus hatinhensis är inte helt utredd.

## Utseende
Arten har främst svart päls men vissa kroppsdelar kan vara vitaktiga. Ungdjur har till exempel en vit krans kring ansiktet. Honor är med en genomsnittlig kroppslängd (huvud och bål) av 57 cm något större än hanar som blir cirka 55 cm långa. Svansen är hos bägge kön ungefär 85 cm lång. Vikten varierar för honor mellan 6 och 7 kg och hannar väger 7 till 8 kg. Artens ansikte och öronen saknar hår och de har svart hud.

## Utbredning
Denna primat förekommer i centrala Laos. Utbredningsområdet är bara 500 till 2000 km² stort. Arten vistas i skogar med kalkstensklippor eller andra klippor.

## Ekologi
Den är aktiv på dagen och äter främst blad. Dessutom ingår frukter, blommor, bark och jord i födan. Arten kan äta de giftiga frukterna av växten Vitex glabrata. Människor som sedan åt kött av languren blev akut sjuka.
Individerna bildar flockar med en hane, flera vuxna honor och deras ungar. Med höga skrik visar de anspråket på ett revir. Flocken har 5 till 17 medlemmar och de lever i ett cirka 100 hektar stort revir. Territorierna kan överlappa varandra. Dessutom vistas Trachypithecus laotum ibland tillsammans med kostymapan (Pygathrix nemaeus) i samma träd. Den vilar ibland tillsammans med markattor i samma grotta.

## Status
Trachypithecus laotum jagas för köttets och för vissa kroppsdelars skull som används i den traditionella asiatiska medicinen. Även skogsavverkningar är ett hot. IUCN befarar att beståndet minskar med 30 procent under de följande 36 åren (tre generationer) och listar arten som sårbar (VU).